# 誘惑の修道院

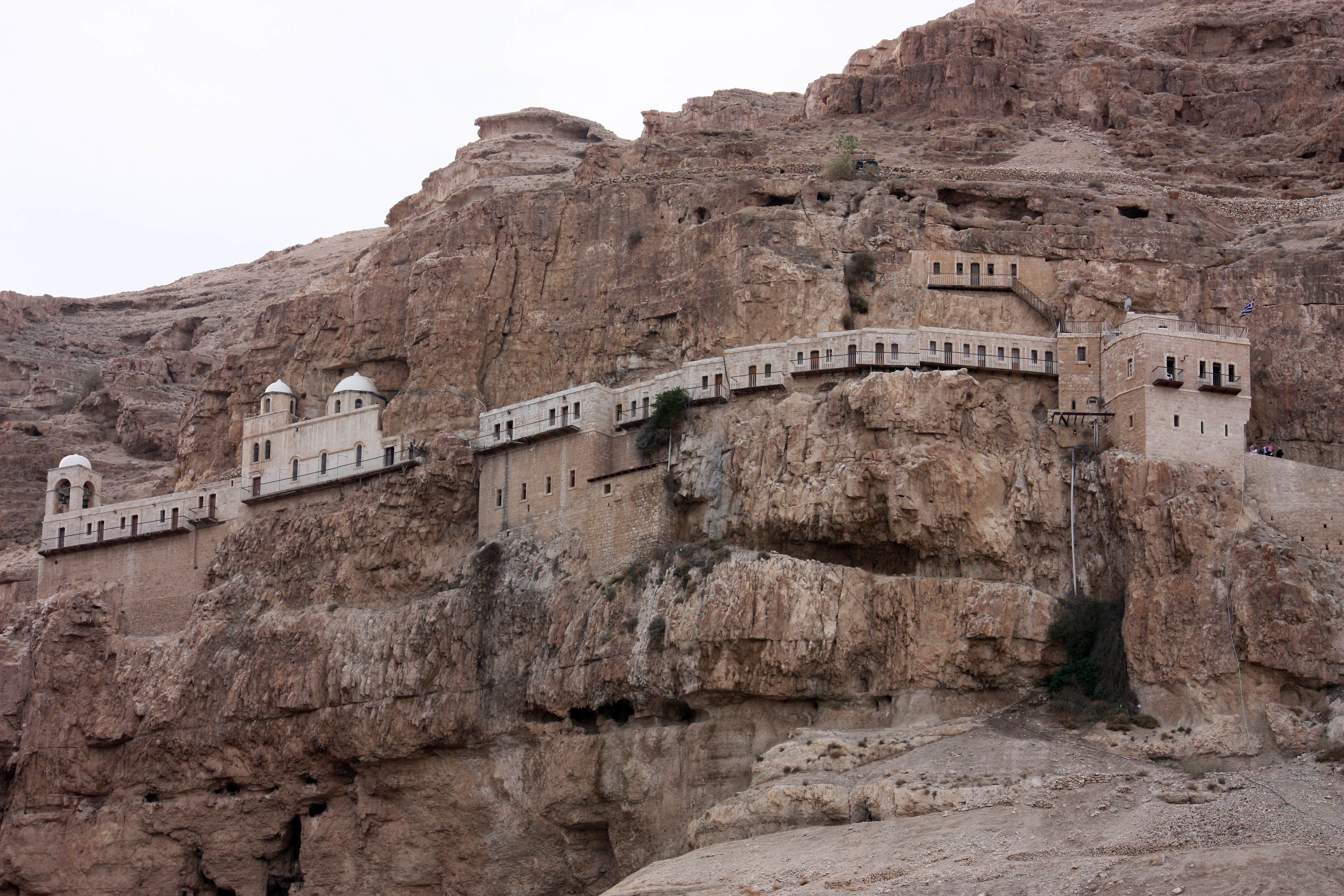
細長い回廊形式のラウラ。

誘惑の修道院（ゆうわくのしゅうどういん、ギリシア語: Μοναστήρι του Πειρασμού、アラビア語: دير القرنطل, Deir al-Quruntal, デール・（アル）クルントゥル、英語: Monastery of Temptation）はパレスチナ（ヨルダン川西岸地区）のエリコ近くにあるギリシャ正教のラウラ形態の修道院で、イエス・キリストが悪魔から誘惑を受けたといわれる「誘惑の山」の中腹に建つ。

## 概要
誘惑の修道院はヨルダン川西岸地区エリコの11km北西郊外にある「誘惑の山」（海抜366m）の中腹に1895年に建てられた正教会（管轄はエルサレム総主教庁）の修道院である。この山はイエス・キリストが荒野で断食と瞑想をしながら悪魔の誘惑を40日間受けたと伝承されている場所であり、アラビア語の名称はラテン語で数字の40という意味のクアランテーナ (quarantena) を由来とするデール・クルントゥル（40日の修道院の意味）となっている。
現在の修道院が建てられている場所は、326年にパレスチナの地へ巡礼に訪れたコンスタンティヌス1世の母ヘレナによって「発見」され、その後340年に聖カリオンがドウカ・ラウラを設けた場所とされる。修道院の至聖所にはイエス・キリストが悪魔の誘惑を受けた際に座っていたと伝えられる岩が祀られている。
巡礼者や観光客の訪問を受け入れており、ギリシャ正教の修道院には珍しく、女性も訪れる事が可能である。

## 交通
誘惑の修道院へは、麓の古代エリコの街の遺跡であるテル・アッスルターンからケーブルカーの終点で下りて行くことができる。